# Donaspastus ubangi
Donaspastus ubangi is een vlinder uit de familie dominomotten (Autostichidae). De wetenschappelijke naam is, als Neospastus ubangi, voor het eerst geldig gepubliceerd in 1966 door Gozmány.
De soort komt voor in het Afrotropisch gebied.